# زبان اشاره ساموآیی
زبان اشاره ساموآیی زبان اشاره‌ای است که توسط ناشنوایان و کم شنوایان در ساموآ استفاده می‌شود. این زبان بر پایه زبان اشاره استرالیایی است که واژگانی برای غذاهای ساموآیی بدان افزوده شده‌است.